# Call of Duty: Warzone
Call of Duty: Warzone byla free-to-play battle royale střílečka z pohledu první osoby z roku 2020, kterou vyvinuly společnosti Raven Software a Infinity Ward a vydala společnost Activision. Vydána byla 10. března 2020 pro PlayStation 4, Windows a Xbox One jako součást Call of Duty: Modern Warfare (2019) a následně byla propojena s Call of Duty: Black Ops Cold War (2020) a Call of Duty: Vanguard (2021), ale nevyžadovala zakoupení žádného z výše uvedených titulů.
Hra umožňovala online multiplayerové souboje mezi 150 hráči a obsahovala cross-play.

## Hratelnost
Při spuštění hra obsahovala dva hlavní herní režimy: Battle Royale a Plunder. Hra představila nový systém herní měny, kterou bylo možné použít v obchodech na mapě a v jejím okolí. "Loadout Drops" byly klíčovým herním objektem, který hráčům umožňoval přístup a přepínání mezi jejich upravenými třídami a který bylo možné získat nákupem za herní měnu.
Po uvedení hra nabízela pouze režim Trios, tedy družstvo o kapacitě tří hráčů. Solos, Duos a Quads byly do hry přidány prostřednictvím aktualizací.

## Vydání
Hra byla vydána 10. března 2020 pro PlayStation 4, Windows a Xbox One.
Po vydání získala vcelku příznivé hodnocení kritiků. Během 24 hodin od prvního vydání si hru stáhlo šest milionů lidí. V dubnu 2021 počet stažení překročil 100 milionů. Dne 16. listopadu 2022 vyšel herní nástupce Call of Duty: Warzone, který se původně jmenoval Call of Duty: Warzone 2.0, než byl přejmenován. Mobilní verze hry s názvem Call of Duty: Warzone Mobile byla oznámena v březnu 2022 a vydána 21. března 2024.
Dne 21. září 2023 společnost Activision oznámila, že servery pro původní hru Call of Duty: Warzone budou 21. září 2023 vypnuty, aby se mohla soustředit na vývoj hry druhého dílu.